# Bibost
Bibost est une commune française située dans le département du Rhône, en région Auvergne-Rhône-Alpes.
Ses habitants se nomme les Bibolands.

## Géographie

### Climat
Pour des articles plus généraux, voir Climat d'Auvergne-Rhône-Alpes et Climat du Rhône.
En 2010, le climat de la commune est de type climat océanique dégradé des plaines du Centre et du Nord, selon une étude du Centre national de la recherche scientifique s'appuyant sur une série de données couvrant la période 1971-2000. En 2020, Météo-France publie une typologie des climats de la France métropolitaine dans laquelle la commune est exposée à un climat de montagne ou de marges de montagne et est dans la région climatique  Nord-est du Massif Central, caractérisée par une pluviométrie annuelle de 800 à 1 200 mm, bien répartie dans l’année. 
Pour la période 1971-2000, la température annuelle moyenne est de 10,7 °C, avec une amplitude thermique annuelle de 17 °C. Le cumul annuel moyen de précipitations est de 820 mm, avec 9,1 jours de précipitations en janvier et 6,8 jours en juillet. Pour la période 1991-2020, la température moyenne annuelle observée sur la station météorologique de Météo-France la plus proche, « Le Breuil », sur la commune du Breuil à 11 km à vol d'oiseau, est de 11,6 °C et le cumul annuel moyen de précipitations est de 749,8 mm,. Pour l'avenir, les paramètres climatiques de la commune estimés pour 2050 selon différents scénarios d'émission de gaz à effet de serre sont consultables sur un site dédié publié par Météo-France en novembre 2022.

## Urbanisme

### Typologie
Au 1er janvier 2024, Bibost est catégorisée commune rurale à habitat dispersé, selon la nouvelle grille communale de densité à sept niveaux définie par l'Insee en 2022.
Elle est située hors unité urbaine. Par ailleurs la commune fait partie de l'aire d'attraction de Lyon, dont elle est une commune de la couronne,. Cette aire, qui regroupe 397 communes, est catégorisée dans les aires de 700 000 habitants ou plus (hors Paris),.

### Occupation des sols
L'occupation des sols de la commune, telle qu'elle ressort de la base de données européenne d’occupation biophysique des sols Corine Land Cover (CLC), est marquée par l'importance des territoires agricoles (89 % en 2018), une proportion identique à celle de 1990 (89 %). La répartition détaillée en 2018 est la suivante: 
prairies (64%), zones agricoles hétérogènes (22,5 %), forêts (11 %), terres arables (2,5%). L'évolution de l’occupation des sols de la commune et de ses infrastructures peut être observée sur les différentes représentations cartographiques du territoire : la carte de Cassini (XVIIIe siècle), la carte d'état-major (1820-1866) et les cartes ou photos aériennes de l'IGN pour la période actuelle (1950 à aujourd'hui).

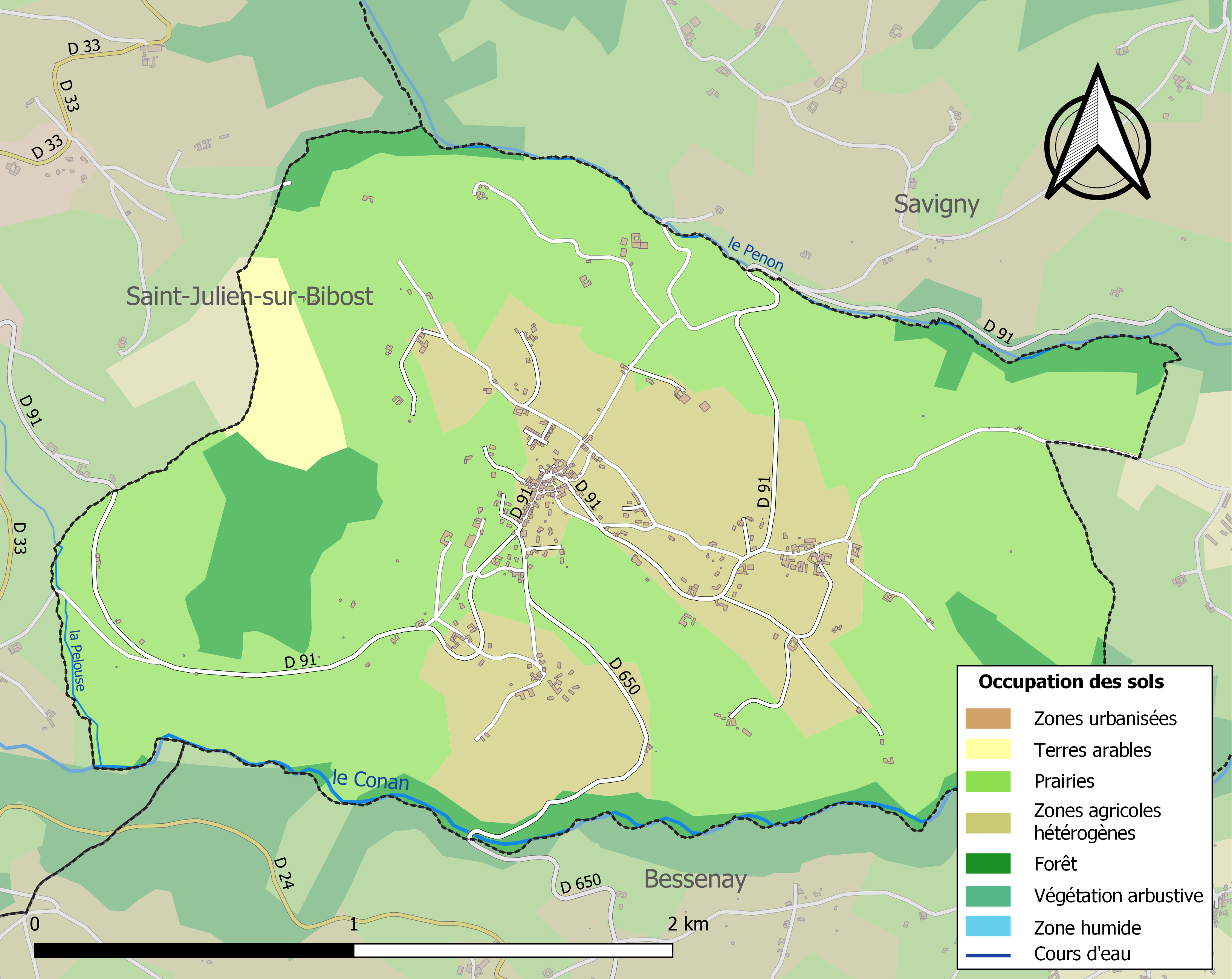
Carte des infrastructures et de l'occupation des sols de la commune en 2018 (CLC).

## Histoire
Aucune trace d'occupation n'est attestée pendant la période romaine, tant au niveau archéologique que bibliographique.

## Politique et administration

### Administration
| Période                                  | Période  | Identité       | Étiquette | Qualité |
| ---------------------------------------- | -------- | -------------- | --------- | ------- |
| 2001                                     | 2014     | Josiane Garbit |           |         |
| 2014                                     | en cours | José Pereira   |           |         |
| Les données manquantes sont à compléter. |          |                |           |         |

### Intercommunalité
Bibost fait partie de la communauté de communes du Pays de L'Arbresle.

## Population et société

### Démographie
L'évolution du nombre d'habitants est connue à travers les recensements de la population effectués dans la commune depuis 1793. Pour les communes de moins de 10 000 habitants, une enquête de recensement portant sur toute la population est réalisée tous les cinq ans, les populations de référence des années intermédiaires étant quant à elles estimées par interpolation ou extrapolation. Pour la commune, le premier recensement exhaustif entrant dans le cadre du nouveau dispositif a été réalisé en 2005.

En 2022, la commune comptait 543 habitants, en évolution de −5,4 % par rapport à 2016 (Rhône : +3,93 %, France hors Mayotte : +2,11 %).
| 1793 | 1800 | 1806 | 1821 | 1831 | 1836 | 1841 | 1846 | 1851 |
| ---- | ---- | ---- | ---- | ---- | ---- | ---- | ---- | ---- |
| 461  | 510  | 532  | 530  | 570  | 592  | 610  | 602  | 644  |

| 1856 | 1861 | 1866 | 1872 | 1876 | 1881 | 1886 | 1891 | 1896 |
| ---- | ---- | ---- | ---- | ---- | ---- | ---- | ---- | ---- |
| 589  | 581  | 577  | 592  | 606  | 614  | 596  | 575  | 491  |

| 1901 | 1906 | 1911 | 1921 | 1926 | 1931 | 1936 | 1946 | 1954 |
| ---- | ---- | ---- | ---- | ---- | ---- | ---- | ---- | ---- |
| 480  | 460  | 416  | 328  | 312  | 316  | 312  | 302  | 276  |

| 1962 | 1968 | 1975 | 1982 | 1990 | 1999 | 2005 | 2006 | 2010 |
| ---- | ---- | ---- | ---- | ---- | ---- | ---- | ---- | ---- |
| 275  | 258  | 262  | 320  | 351  | 395  | 460  | 462  | 496  |

| 2015 | 2020 | 2022 | - | - | - | - | - | - |
| ---- | ---- | ---- | - | - | - | - | - | - |
| 571  | 549  | 543  | - | - | - | - | - | - |

### Enseignement
L'école publique de Bibost est le seul service public résident dans la commune. Il y a une classe de maternelle et deux classes multiniveaux d'enseignement primaire.

### Sports
Bibost est le point de départ de plusieurs randonnées dans les monts du Lyonnais ainsi que de circuits VTT de moyenne montagne. Un terrain de boule lyonnaise remarquable, un terrain de football, et un city-stade de basketball sont les équipements sportifs principaux de la commune.

### Cadre de vie
La commune est située au cœur d'un ensemble de collines douces en bordure des monts de Tarare. La partie ancienne du village est située de part et d'autre de la route départementale reliant la vallée de la Brévenne à Montrottier.

### Environnement

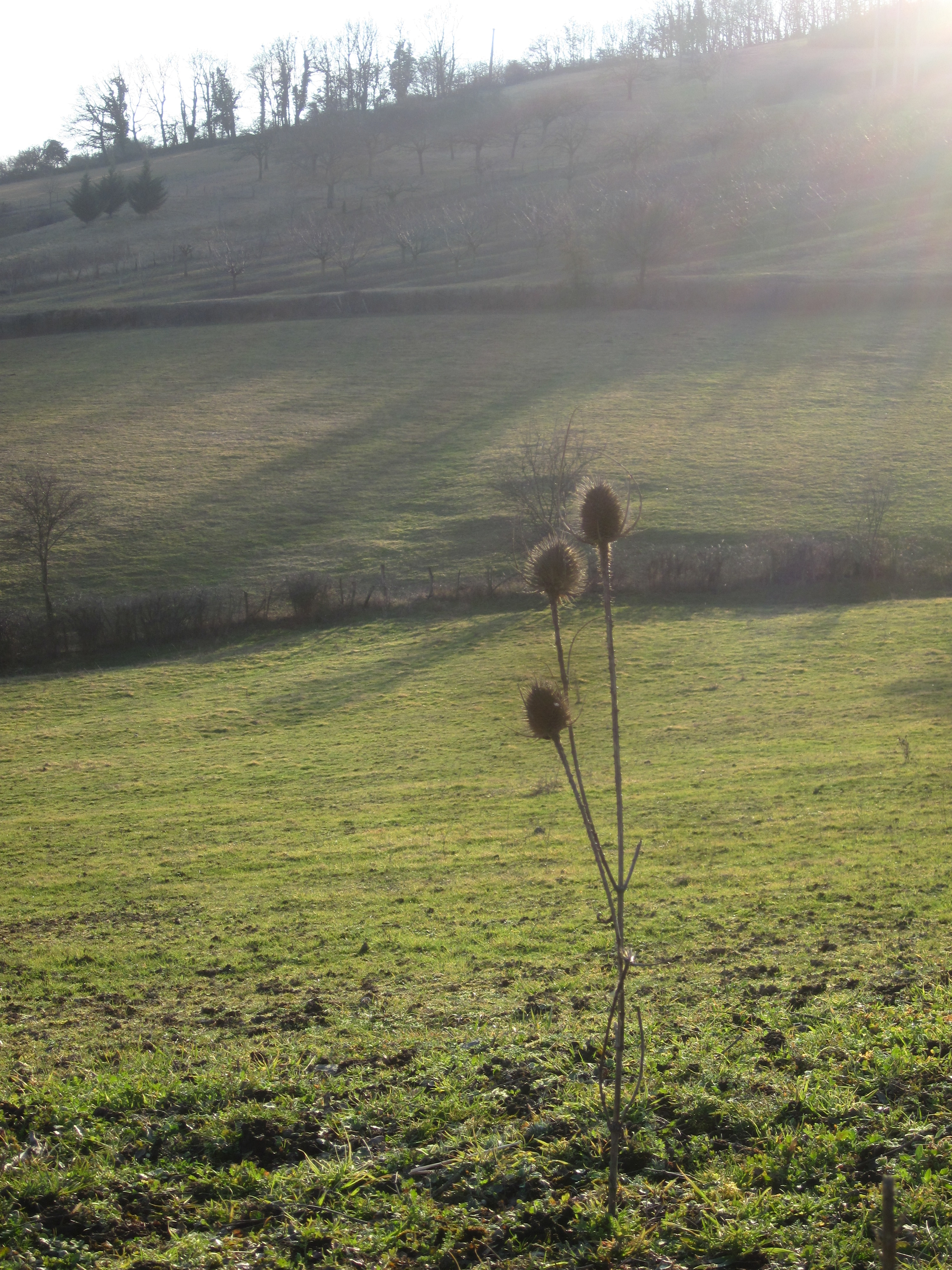
Une grande cardère sur les hauteurs de Bibost en février 2012.

Les paysages de la commune sont ceux des monts du Lyonnais ruraux, où l'agriculture marque fortement le paysage. Ce sont essentiellement des paysages d'arboriculture fruitière centrés autour de la culture de la cerise et des élevages bovins, ovins et caprins. Le paysage est néanmoins assez fortement mité de constructions récentes en lotissement et de maisons individuelles prenant de plus en plus la place des terres agricoles.

## Lieux et monuments

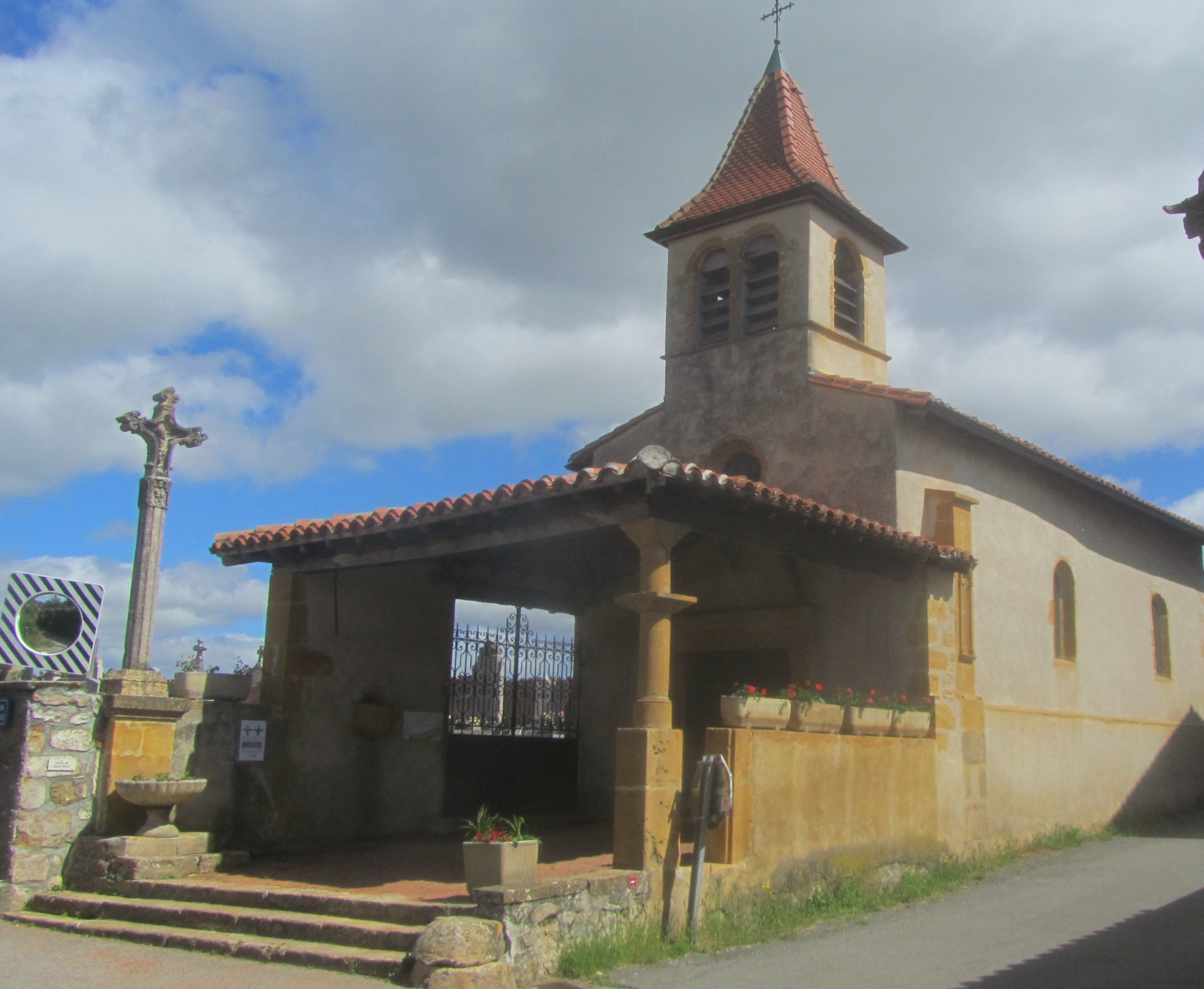
chapelle Saint-Roch
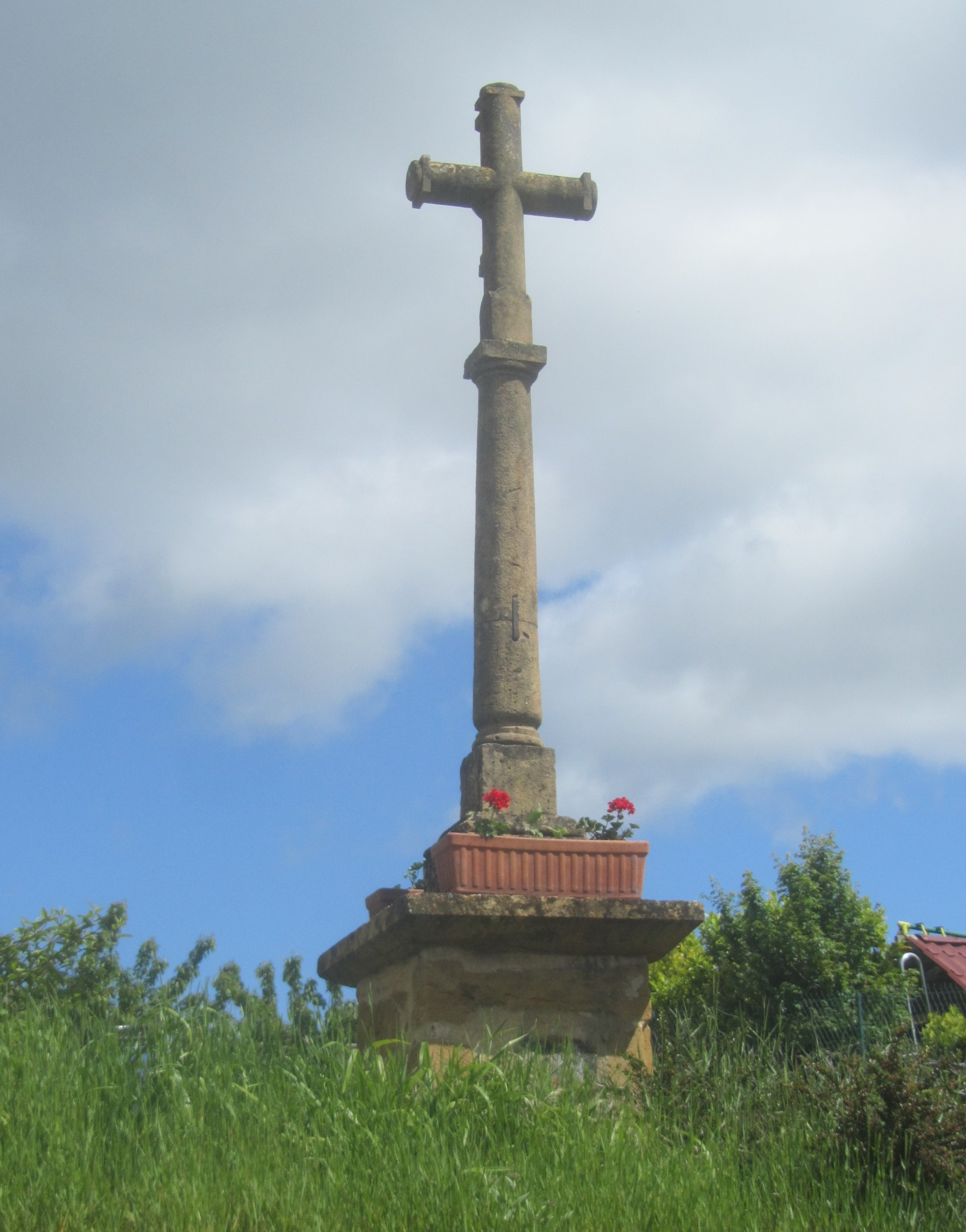
Croix du   Brichet

La croix du Planin.

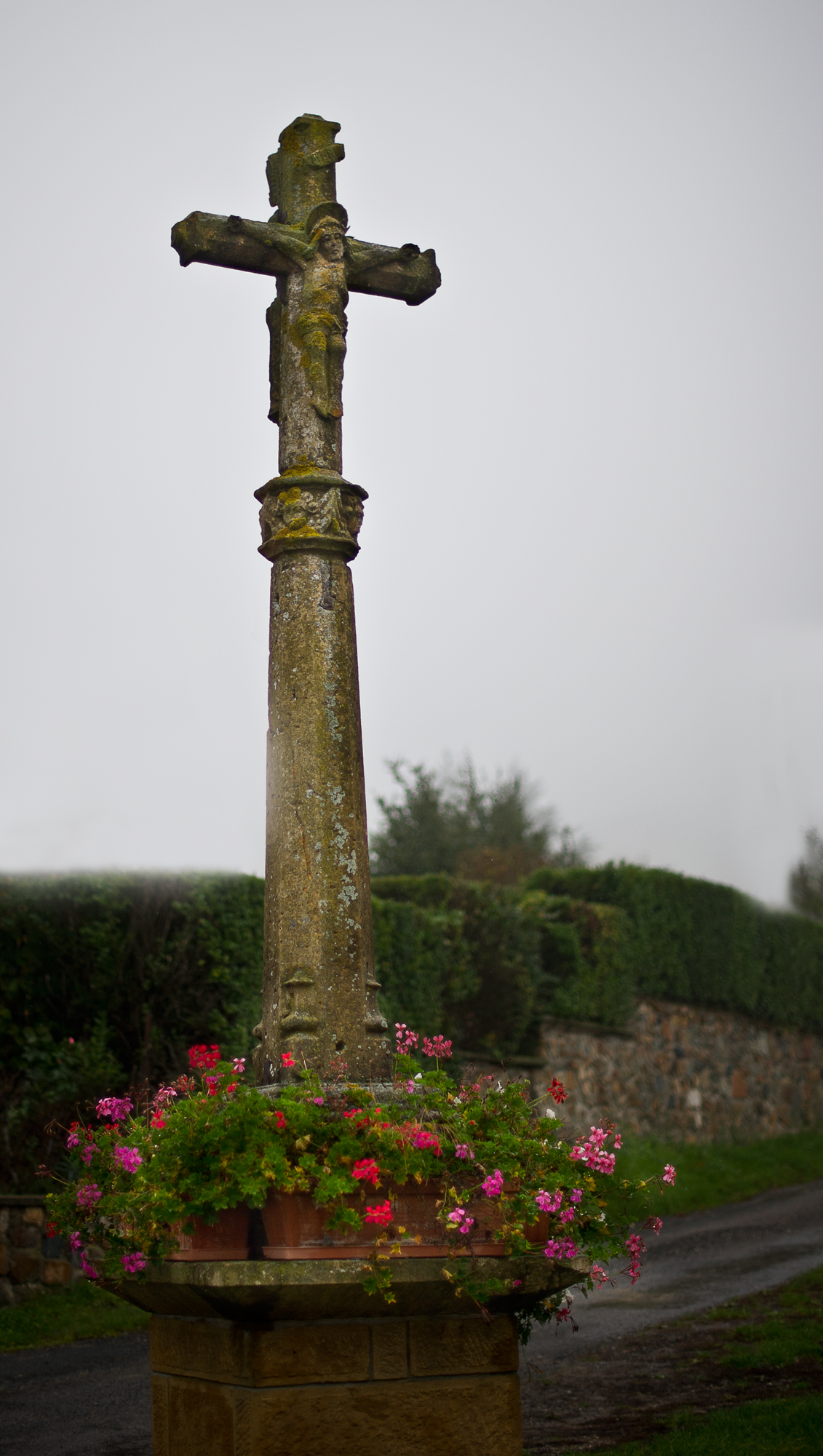
Croix du Planin.

- La croix de Saint-Roch : pierre de Glay ; pierre blanche de Lucenay (?) ; hauteur 4,60 m.  Elle est située actuellement à proximité de la galonnière de la chapelle Saint-Roch, qui date du XVIIe siècle seulement, engagée dans le mur de clôture est du cimetière, dont la création remonte à 1808[18],[19].